# Machine

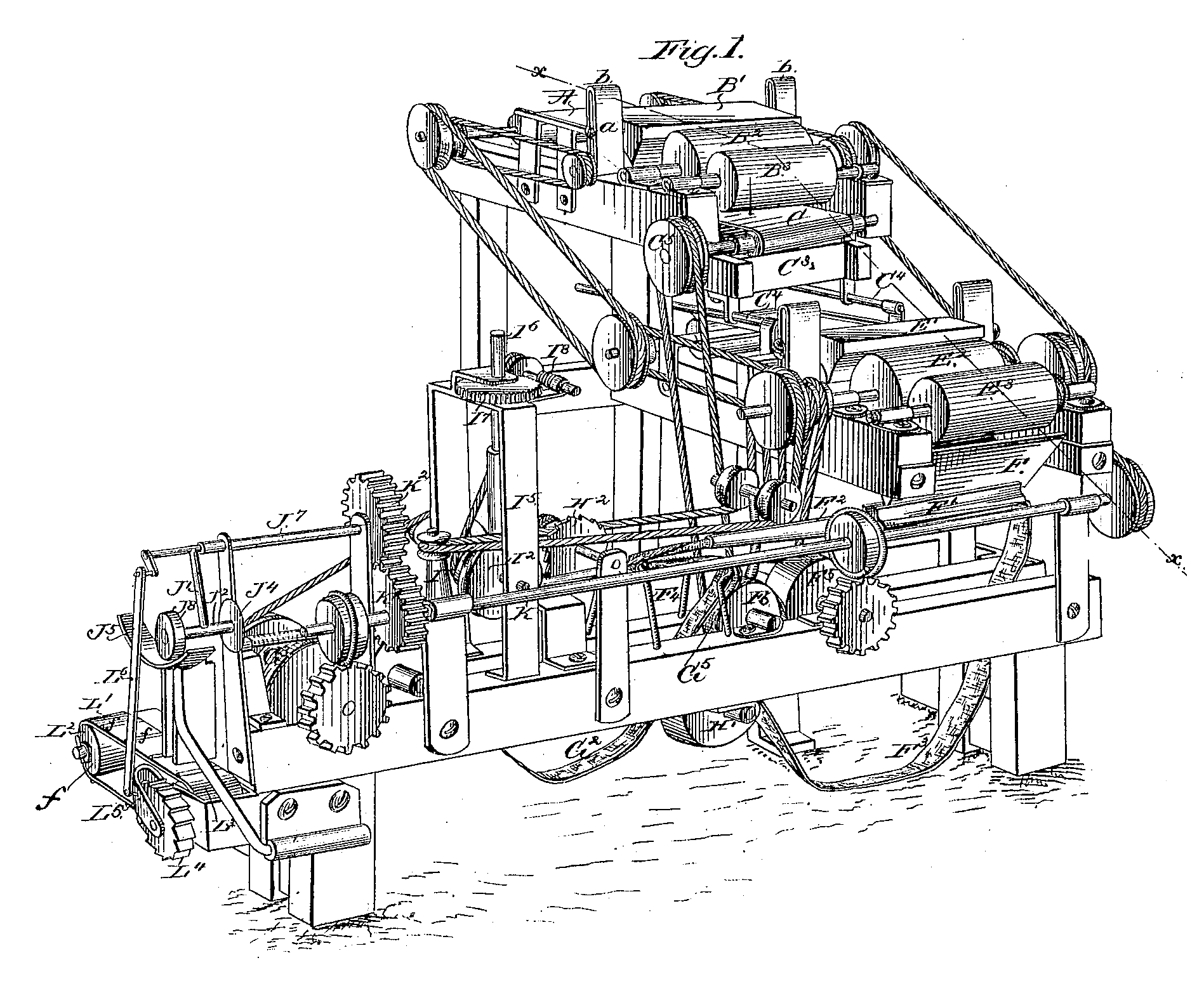
Machine om sigaren te rollen, uitgevonden door James Albert Bonsack in 1880.

Een machine of werktuig (leenwoord van het Franse machine, van Latijnse machina, van Griekse μηχανή mechané ofwel "werktuig, kunstmatige voorziening") is een geconstrueerd apparaat dat gewoonlijk bestaat uit een belastingdragende constructie met eventueel een aandrijvingsmechanisme. Het toestel, opgebouwd uit verschillende onderdelen, kan met mechanische kracht een specifieke taak uitvoeren, vaak ter vervanging van handarbeid. Het is een mechanisme dat een vorm van beweging of energie in een andere vorm van beweging of energie kan omzetten.
Machines worden gebruikt als technisch middel om mechanische arbeid te verrichten. In het verleden stond hierbij voornamelijk de omzetting van energie in mechanische beweging centraal. Met de opkomst van de automatisering zijn ook de informatiestroom en besturing een centrale rol in vele machines gaan spelen.
De term wordt vaak gebruikt voor kunstmatige apparaten, maar ook voor natuurlijke biologische macromoleculen, zoals moleculaire machines in de nanotechnologie.

## Algemeen
Artikel 2 van de machinerichtlijn definieert een machine als volgt:
- een samenstel, voorzien van of bestemd om te worden voorzien van een aandrijfsysteem — maar niet op basis van rechtstreeks gebruikte menselijke of dierlijke spierkracht, van onderling verbonden onderdelen of componenten waarvan er ten minste één kan bewegen, en die samengevoegd worden voor een bepaalde toepassing;
- een samenstel als bedoeld onder het eerste punt waaraan slechts de componenten voor de montage op de plaats van gebruik of voor de aansluiting op kracht-of aandrijfbronnen ontbreken;
- een samenstel als bedoeld onder de eerste twee punten dat gereed is voor montage en dat alleen in deze staat kan functioneren na montage op een vervoermiddel of montage in een gebouw of bouwwerk;
- samenstellen van machines als bedoeld onder het eerste, tweede en derde punt, en/of niet voltooide machines als bedoeld onder g) die, teneinde tot hetzelfde resultaat te komen, zodanig zijn opgesteld en worden bestuurd dat zij als één geheel functioneren;
- een samenstel van onderling verbonden onderdelen of componenten waarvan er ten minste één kan bewegen, en die in hun samenhang bestemd zijn voor het heffen van lasten en die uitsluitend rechtstreeks aangedreven worden door menselijke spierkracht;

Vrijwel elke machine is opgebouwd uit specifieke en op maat gemaakte machine-onderdelen en bevat op zijn minst een belastingdragende constructie of behuizing. Daarnaast bestaat het uit gestandaardiseerde onderdelen, zoals bevestigingsmaterialen en belagering, die in massa geproduceerd worden. Er zijn altijd vaste delen, zoals de draagconstuctie, bouten, moeren en afdichtingen en beweegbare delen zoals de assen, de tandwielen en/of de hefbomen.

## Geschiedenis
De technologie van de mens heeft zich voortdurend ontwikkeld vanaf het eerste gebruikt van technieken in de evolutie van de mens. Sinds de Oudheid beschikt de mens over allerlei primitieve apparaten en sinds de Industriële Revolutie vindt er een voortdurende ontwikkeling van nieuwe technologieën en hierop gebaseerde machines plaats. Daarbij is er sinds Griekse oudheid sprake van een dieper inzicht in ontwikkeling van het idee van een machine en van zijn natuurkundige principes. Beide ontwikkelingen zijn tot op de dag van vandaag gaande, getuige bijvoorbeeld de nanotechnologie met haar moleculaire machines.
In het verleden werden machines aangewend ter versterking van de eigen kracht. Met de industriële revolutie en de invoering van machines in het arbeidsproces werden machines ingezet voor het verrichten van handelingen die voorheen altijd met de hand waren gedaan, aangezien dit veel sneller en/of goedkoper is. Geleidelijk zijn machines ook routinematig werk, precisiewerk en gevaarlijk werk gaan overnemen.

### Oudheid

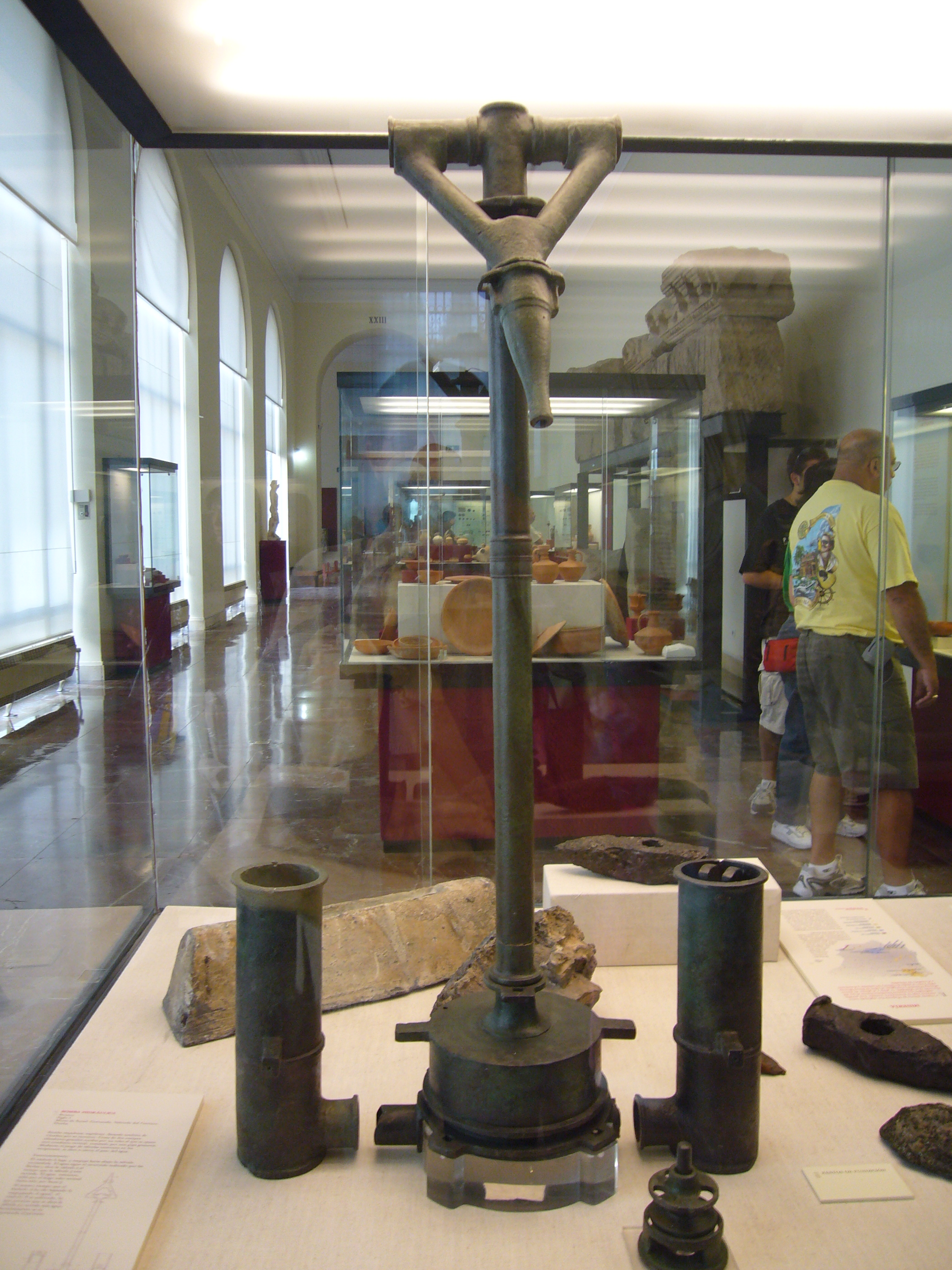
Romeinse pomp uit de 1e of 2e eeuw.

De Oudheid kende al vroeg het systematische gebruik van hefboom en wiel, wat ook cruciaal was voor de ontwikkeling van machines. Al voor het begin van de Christelijke jaartelling bestonden hier al enige machines. Zo werd er 700 v.Chr. in de waterbouwkundige werken van Assyrië gebruikgemaakt van een schoepenrad, de zogenaamde Noria. Een eerste beschrijving hiervan stamt van de hand van Lucretius (99 v.Chr. - 55 v.Chr.). Het eerste machinewerktuig, een houten draaibank, stamt uit 550 v.Chr. Na het begin van de Christelijke jaartelling ontwikkelde Heron van Alexandrië de eerste stoommachine. De Romeinen kende het gebruik van waterpompen, zie afbeelding.
Aristoteles was rond 340 v.Chr. de eerste die de hefboom en schroef als machine aanduidde. In dezelfde tijd kwam de Griekse filosoof Archimedes met het concept van de "eenvoudige machines" door zijn studie naar de hefboom, katrol en schroef. Hij ontdekte het principe van de mechanische versterking van de hendel. Eenvoudige machines waren gedefinieerd als mechanismen die in staat waren om "een lading te bewegen". De fabricage en het gebruik werden al door de Grieken beschreven, maar hun inzichten bleven beperkt tot de statica van eenvoudige machines.
Tot in de moderne tijd werden machines vooral gezien als middel om een illusie op te wekken, om een onnatuurlijk en onmogelijk geacht effect te bereiken. Het gezegde Deus ex machina herinnert hier nog aan. Het gebruik van machines als hulpmiddel werd dus van secundair belang geacht. Uit de Oudheid stamt ook het idee dat machines energie zelf creëren, sinds de 17e eeuw de perpetuum mobile genoemd.

### Renaissance

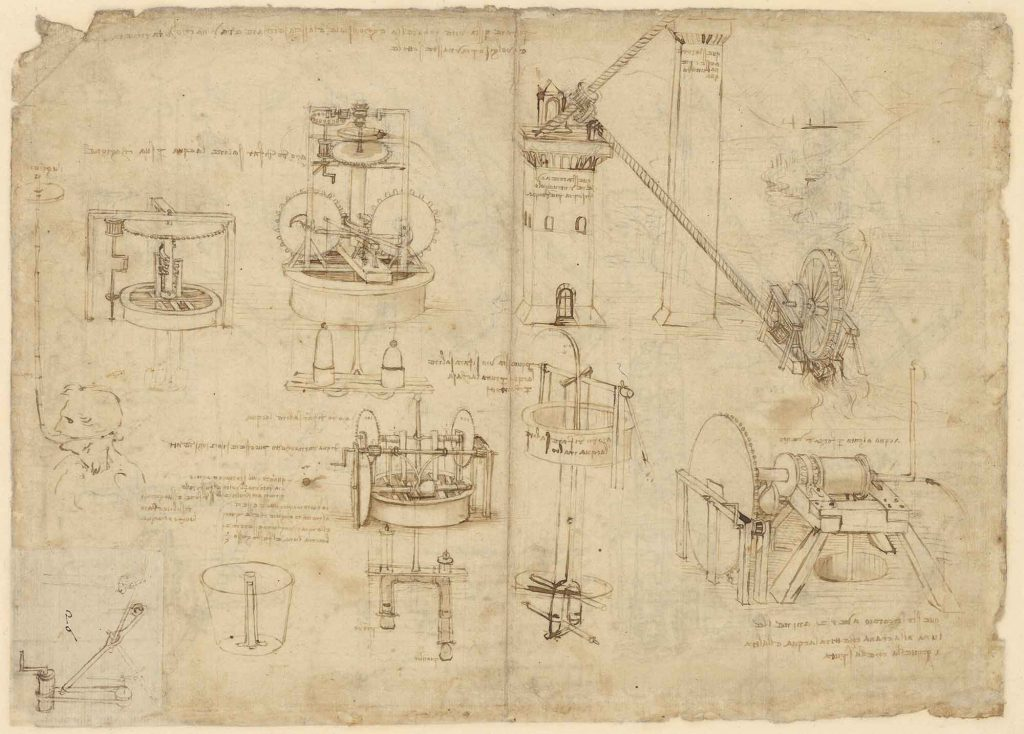
Hydraulische machines van Leonardo da Vinci.

In de Renaissance was Leonardo da Vinci een van de kunstenaar-ingenieurs die op grote schaal machines heeft ontworpen. Zijn machines zijn toen niet gerealiseerd, maar ontwerpen van tijdgenoten voor bijvoorbeeld oorlogstuig en machines voor de defensie werden dat wel. In de mijnbouw werd bijvoorbeeld de kaapstander ingevoerd om een lier aan te drijven. Een andere reeds gangbare machines was de mechanische klok, waarvan de uitvinding is toegeschreven aan de Fransman Gerbert, later Paus Sylvester II, die leefde rond de 10e eeuw. Nog ouder waren de watermolens, die zich sinds het einde van het Romeinse Rijk hadden verspreid over Europa op plaatsen waar stromend water met voldoende verval voor de aandrijving kon zorgen. De eerste windmolens waren rond het jaar 1000 verschenen in de streken van Noordwest-Frankrijk, Vlaanderen en Zuid-Engeland.
Op theoretisch vlak ontwikkelde zich een nauwkeuriger begrip van mechanismen. Er werden studies gemaakt van mechanismen van complexe componenten, waarbij men veronderstelde dat de beweging van een element per definitie zorgt voor de beweging van andere elementen. Men vroeg zich hierbij af hoeveel nuttig werk een mechanisme kan verrichten, wat uiteindelijk leidde tot het nieuwe concept van arbeid. In deze tijd werd er nog van uitgegaan dat eenvoudige machines zelf energie creëerden. Het was Galileo Galilei die in 1600 als eerste aantoonde dat deze eenvoudige machines alleen meer energie transformeren. Hij beschouwde de machine dus niet langer als een kunstwerk, maar begon deze te zien als een technisch hulpmiddel.

### Verlichting

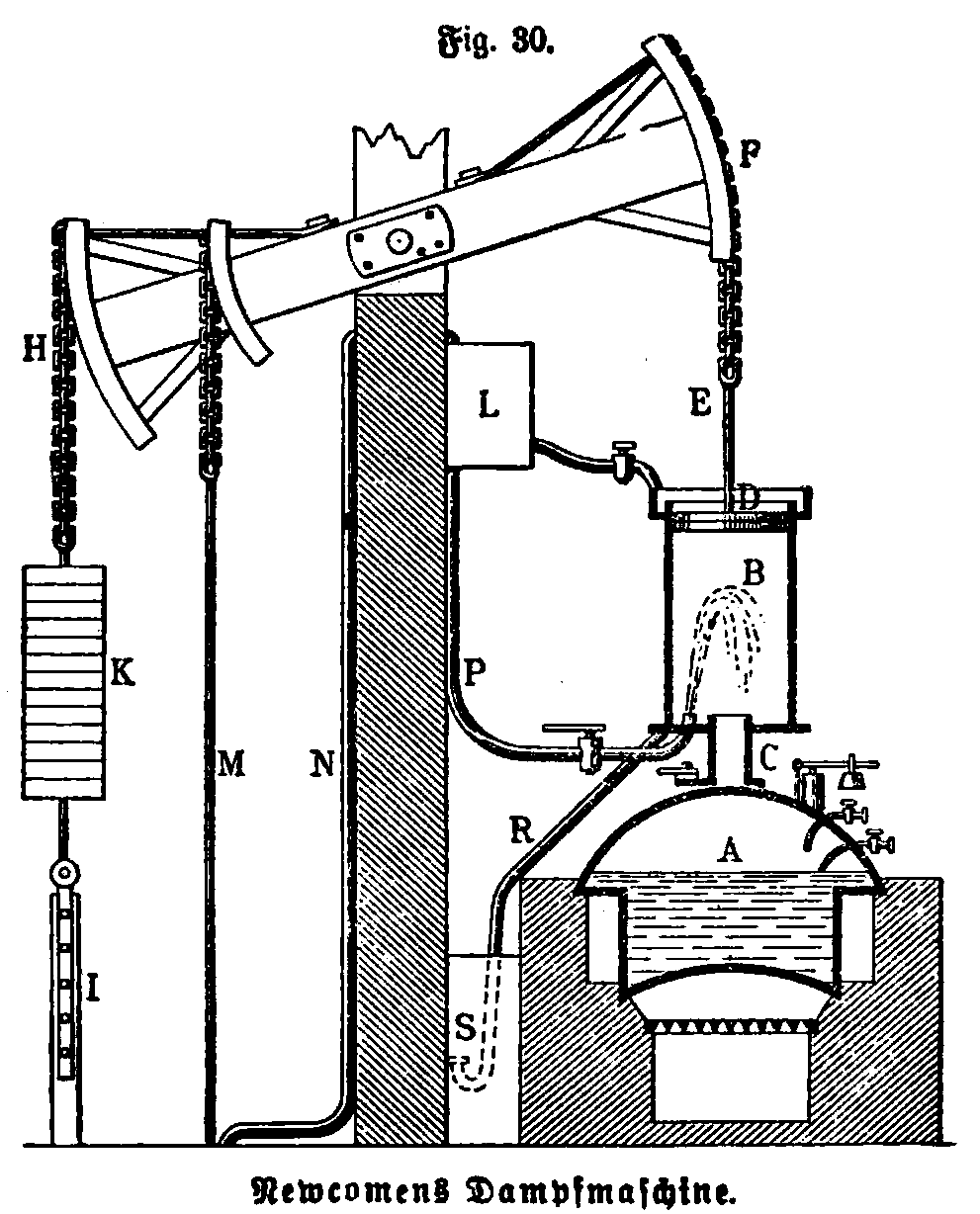
Stoommachine van Newcomen, rond 1700.

Spinning Jenny uit 1764.

Tot aan de Verlichting werd de klok gezien als de ingewikkeldste machine die men kon maken. Ten tijde van het rationalisme in de 17e eeuw met Descartes, Spinoza en Leibniz simuleerde men de natuur, met name het zonnestelsel, met mechanische modellen gelijkend op zo'n uurwerk. Descartes stelde het lichaam voor als machine. Met de ontwikkeling van de klassieke mechanica als een wetenschappelijke discipline van de Verlichting in de 18e eeuw ging men op zoek naar de basiselementen van mechanische systemen, en vonden dit in de vorm van atomen.
Aan de voet van de 18e eeuw waren het natuurkundigen, wiskundigen en uitvinders als Denis Papin, Thomas Savery en Thomas Newcomen, die de eerste stoommachines aan de praat kregen. De machine van Newcomen combineerde de zuiger van Papin en het condensatieopzuigprincipe van Savery. Het werkte onder atmosferische druk, waarbij de gevaren van hogedruk-stoom werden vermeden. Hierbij ontstond de eerste krachtmachine, die aangedreven door vuur zelf in staat waren een mechanisme voort te bewegen. De eerste stoommachines werd voornamelijk toegepast om water uit de mijn te pompen. Bij zijn dood in 1729 had Newcomen een honderdtal pompmachines geïnstalleerd in Engeland. In de tweede helft van de 18e eeuw verbeterde James Watt dit ontwerp, en kwam tot de eerste moderne stoommachine.
Naast deze krachtmachines bracht deze de ontwikkeling van de eerste productiemachines. Een voorbeeld was de Spinning Jenny, uitgevonden door James Hargreaves in 1764. Deze werd in de textielindustrie gebruikt voor het spinnen van katoenen en wollen, ter vervanging van het met de hand spinnen, dat eentonig, langdurig en te kostbaar was. De opvolgende Waterframe uit 1769 had een aandrijving op waterkracht, en de hieropvolgende Mule Jenny uit 1779 kon een jaar later aangedreven met stoomkracht. De pogingen om het weefgetouw te mechaniseren, waaraan een eeuw was gesleuteld, begonnen in die tijd ook vruchten af te werpen toen Joseph-Marie Jacquard het volautomatische weefgetouw uitbracht. Dit maakte goedkope massaproductie van de textielindustrie in het Verenigd Koninkrijk mogelijk. De productiecapaciteit werd verder verbeterd toen Eli Whitney in 1793 een machine uitvond die de katoenvezel snel kon scheiden van de zaaddozen en de vaak kleverige zaden, de cotton gin.
Naast de opkomst van krachtmachines en productiemachines bracht de 18e eeuw ook de eerste commerciële machinegereedschappen, machines waarmee het traditionele werk met handgereedschap is gemechaniseerd. In Engeland sprak men ook van "machine tools", omdat deze machines meestal werden gebruikt om andere machines te vervaardigen. Nu stamden de eerste draaibanken al uit de Oudheid en waren zaagmolens in de 17e eeuw gangbaar. Vanaf eind 18e eeuw kwamen er meer uiteenlopende machinegereedschappen voor allerlei verspanende bewerkingen beschikbaar, zoals de meer geavanceerde draaibank voor metaalbewerking en de freesmachine.
Sinds de 18e eeuw werd octrooi aangevraagd op het ontwerp van machines. Octrooien dienen in de eerste plaats om investeringen in onderzoek en ontwikkeling te beschermen. De uitvinder krijgt het exclusieve recht als het ware in ruil voor openbaarmaking. De wetenschap en technologie zijn ermee gediend, dat iedereen weet hoe bestaande technologie werkt. Dan kan iedereen erop voortbouwen en de techniek schrijdt verder voort.

### 19e eeuw

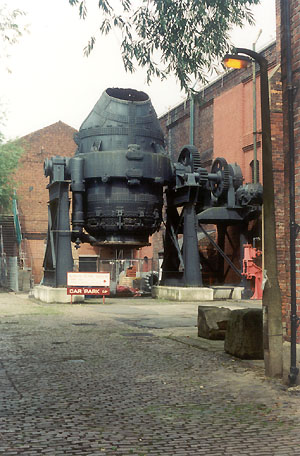
Bessemerconvertor, ontwikkeld door Henry Bessemer rond 1860.

Eind 18e eeuw had de Duitse Johann Beckmann het begrip technologie geïntroduceerd voor de "wetenschap van de handelswijze". Dit vak splitste zich begin 19e eeuw in een mechanische technologie, gericht op beschrijving van productiemethoden en -middelen, en een chemische technologie. Hiernaast ontstond in Engeland en Schotland het vak werktuigbouwkunde, in het Engels mechanical engineering, als uitvloeisel van de technologische ontwikkelingen rond de stoommachine, mechanisatie van onder andere de textielindustrie en de opkomst van de machine-industrie. Dit vak ontwikkelde zich toentertijd reeds in enige subdisciplines. Zo bood de Polytechnische school te Delft in 1863 aan aanstaande industriëlen of technologen onder andere de vakken theoretische en toegepaste werktuigkunde, de kennis van werktuigen, de werktuigelijke technologie en de werktuigbouwkunde. Naast deze concentratie in het beroepsonderwijs, vormde zich in de praktijk ook een beroepsgroep. Reeds in 1847 was in Londen het eerste professionele genootschap voor werktuigbouwkundigen opgericht, het Institution of Mechanical Engineers (IMechE).
De kennis over machines vergrootte binnen in het bedrijfsleven en de universitaire wereld. Nieuwe uitvindingen van machines bouwde voort op deze bestaande kennis in de theorie en praktijk. Zo volgde Henry Bessemer een technische opleiding, en deed zijn metallurgische kennis op in de lettergieterij, voor hij rond 1860 het Bessemerprocedé en de Bessemerconvertor uitvond: het eerste procedé waarmee staal goedkoop in grote hoeveelheden geproduceerd kon worden, en waarvan gezegd wordt dat dit de Tweede Industriële Revolutie inleidde.
Kenmerkend voor de tijd daarna is dat veel technologische innovaties en ontwerpen van nieuwe machines ingegeven zijn door voorafgaand wetenschappelijk en/of technisch onderzoek. Bij het ontwerp van machines werd steeds vaker gebruikgemaakt van technisch tekenen. De machines zelf werden geproduceerd met uitwisselbare onderdelen.

### 20e eeuw
De 20e eeuw bracht naast voortdurende innovatie in de machine-industrie, ook de standaardisatie en de automatisering.

### 21e eeuw
In navolging van de Europese machinerichtlijn moeten machines voldoen aan een aantal veiligheidsvoorwaarden. Deze worden door het CE-label op machines bekrachtigd.

## Specifieke soorten machines
- Analytische machine
- Elektrische machine
- Machinegereedschap
- Machinegeweer
- Machinepistool
- Robot, een programmeerbare machine
- Schrijfmachine
- Stoommachine
- Tijdmachine
- Vliegmachine
- Volumetrische machine
- Warmtemachine
- Werktuigmachine

## Trivia
In de theorie en praktijk worden ook enige apparaten of concepten als machine aangeduid terwijl zij niet aan de algemene definitie van een machine voldoen. Dit zijn onder andere:
- Rekenmachine
- Virtuele machine

Soms is dit woordgebruik historisch te verklaren (de eerste rekenmachines waren inderdaad mechanisch). In andere gevallen kan invloed van het Engels meespelen, zoals bij de virtuele machine.